# Шишолин, Павел Анатольевич
Па́вел Анато́льевич Шишо́лин (укр. Павло Анатолійович Шишолін; род. 9 января 1956, Золотоноша, Черкасская область) — генерал-полковник.
Кандидат военных наук (1997), старший научный сотрудник (1998). Член Украинской академии геральдики, товарного знака и логотипа.
Почётный пограничник Украины (1999).

## Биография
Окончил Высшее пограничное военно-политическое училище КГБ при СМ СССР им. К. Е. Ворошилова в 1977 году и Военно-политическую академию имени В. И. Ленина в 1986 году.
В 1995—2003 годах — первый заместитель председателя Государственного комитета по делам охраны государственной границы Украины — начальник Главного штаба Пограничных войск Украины.
С 2003 года по 6 октября 2014 года — первый заместитель председателя Государственной пограничной службы Украины — директор Департамента охраны государственной границы.

## Награды
- Украинский орден Богдана Хмельницкого III (2000)[2], II (2007)[3] и I (2010)[4] степеней,
- отличие «Именное огнестрельное оружие» (2004)[5],
- медали[источник не указан 3097 дней].